# Silvio (y los otros)
Silvio (y los otros) (originalmente en italiano Loro) es una película dramática italiana de 2018 dirigida por Paolo Sorrentino y protagonizada por Toni Servillo. La película trata sobre el grupo de empresarios y políticos vinculados al magnate italiano Silvio Berlusconi y al berlusconismo político.
Con guion coescrito por el mismo Paolo Sorrentino y Umberto Contarello, llevó por título original Loro, en italiano "ellos", pero también un juego de palabras con el término oro, que significa "oro".  La película fue producida por Indigo Film y coproducida por la francesa Pathé. Un obstáculo fue que el cofinanciador italiano habitual de Sorrentino, Medusa Film, controlado por Berlusconi, no estaba dispuesto a participar en esta producción.  El rodaje tuvo lugar en Roma y en varios ambientes de la Toscana. 
En Italia, la película se estrenó el 24 de abril de 2018. Una segunda entrega, titulada Loro 2, se estrenó el 10 de mayo de 2018. El 7 de agosto de 2018, se anunció una nueva versión de 145 minutos para su lanzamiento el 13 de septiembre de 2018. Esta nueva edición internacional se hizo para permitir que la película se presentara a los 91 Premios Oscar.  En Reino Unido, se publicó el 19 de abril de 2019.

## Argumento
El empresario y político Silvio Berlusconi se encuentra en un momento complicado de su carrera política. Acaba de salir del gobierno, que ha pasado a manos de la izquierda, y tiene una serie de juicios pendientes, relacionados todos con acusaciones de corrupción y conexiones con la mafia. Sergio Morra (Toni Servillo) es un hombre hecho a sí mismo, salido de un entorno modesto, que ha ganado dinero gracias a negocios más bien cuestionables y que sueña con poder dar el salto desde su pequeño mundo de provincias a la escena mundial. El camino más rápido para conseguirlo es acercarse al todopoderoso Silvio, uno de los hombres más poderosos de Europa. Para Sergio solo hay una forma de llamar la atención de Il Cavaliere: las fiestas, las chicas sexis, las extravagancias y el exceso.

## Reparto
- Toni Servillo: Silvio Berlusconi y Ennio Doris
- Elena Sofia Ricci : Veronica Lario
- Riccardo Scamarcio : Sergio
- Kasia Smutniak : Kira
- Euridice Axen : Tamara
- Fabrizio Bentivoglio : Santino Recchia
- Roberto De Francesco : Fabrizio Sala
- Dario Cantarelli : Paolo Spagnolo
- Anna Bonaiuto : Cupa Kayafa
- Roberto Herlitzka : Crepuscolo
- Ricky Memphis : Riccardo Pasta
- Yann Gael : Michel Martinez
- Alice Pagani : Stella
- Giovanni Esposito : Mariano Apicella
- Ugo Pagliai : Mike Bongiorno
- Max Tortora : Martino
- Fabio Concato : él mismo
- Paolo Buglioni : Ernesto Morra, padre de Sergio